# 大首絵

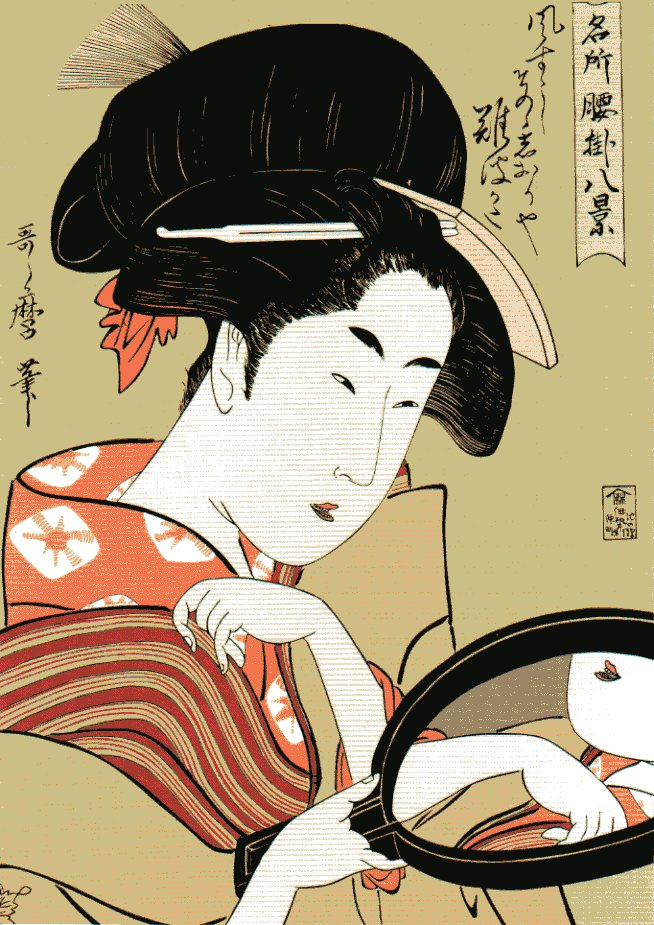
喜多川歌麿 「名所腰掛八景 鏡」

大首絵（おおくびえ）は、主に江戸時代に描かれた浮世絵の様式のひとつで、歌舞伎役者や遊女、評判娘などを半身像や胸像として捉えて描いた浮世絵版画を指す。役者の演じる表情や遊女の美貌を間近で鑑賞したいという要求から生まれたものである。
享保（1716年 - 1736年）頃の鳥居清信による漆絵が最も古い作品といわれるが、この時期の作品の例は極めて少ない。その後、安永（1772年 - 1781年）頃になると多く見られるようになり、天明（1781年 - 1789年）の頃には、勝川春章、勝川春好、勝川春英というように大首絵を主として描く絵師が現れ、役者絵の東洲斎写楽、美人画の喜多川歌麿によって大首絵は一つの頂点に到達した。その他には、歌川豊国、歌川国政らが役者大首絵を描き、鳥文斎栄之、栄松斎長喜らが美人大首絵の名作を残している。この大首絵は浮世絵の終焉期にあたる明治時代に到るまで多くの浮世絵師によって描かれた。
このうち、顔面のみをよりクローズアップして描いたものを「大顔絵」といった。顔のみを大きく扱ったのは春好が最初であるとされているが、明治期になると、月岡芳年、小林清親の作品にこれに近い3枚続が見られるようになった。

## 参考図書
- 浮世絵 藤懸静也 雄山閣 1924年
- 浮世絵の基礎知識　吉田漱、雄山閣、1987年
- 浮世絵の見方事典　吉田漱、北辰堂、1987年
- カラー版　浮世絵（岩波新書）　大久保純一、岩波書店、2008年